# Fritz Lange
Fritz Lange (Berlim, 16 de dezembro de 1899 – Berlim, 25 de julho de 1987) foi um físico alemão, que inventou métodos centrífugos para separação isotópica. Participou de forma significativa no desenvolvimento da bomba atômica soviética.

## Vida
Estudou de 1918 a 1924 nas universidades de Freiburgo, Kiel e Berlim. Obteve um doutorado em 1924 com uma tese sobre física criogênica, orientado por Walther Nernst.